# دارين كيمورا
دارين كيمورا (بالإنجليزية: Darren Kimura)‏ هو شخصية أعمال ومهندس أمريكي، ولد في 10 سبتمبر 1974 في هيلو في الولايات المتحدة.

## وصلات خارجية
- الموقع الرسمي